# 相同
相同性（そうどうせい）あるいはホモロジー (英語: homology) とは、ある形態や遺伝子が共通の祖先に由来することである。
外見や機能は似ているが共通の祖先に由来しない相似の対義語である。

## 研究
ゲーテは、植物変態論（1790年)で植物の相同器官について考察した。生物学分野で形態学（Morphologie）という語を初めて用いた。
エティエンヌ・ジョフロワ・サンティレールは動物においてそのような各器官の対応関係を「相同」と名付け、のちにこれをリチャード・オーウェンは「相同」と「相似」に区分した。

## 形態の相同性

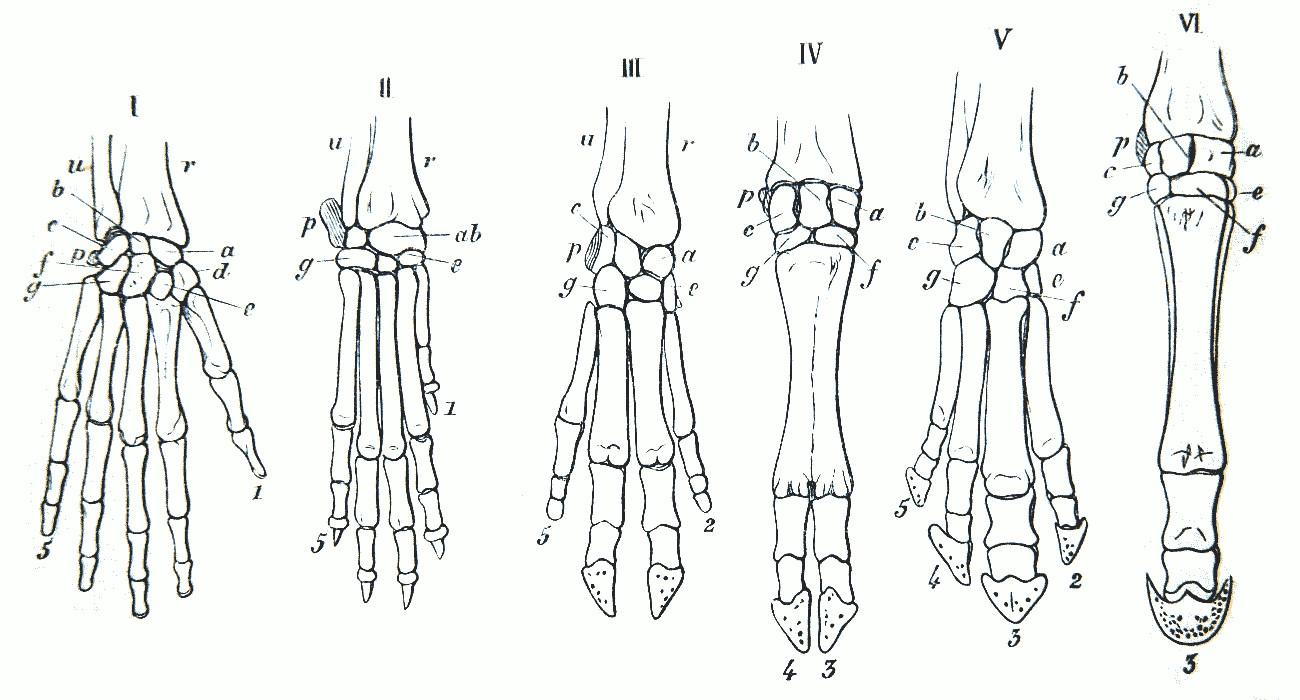
相同の例。左から、ヒト・イヌ・ブタ・ウシ・バク・ウマの右前脚(手）。
r:橈骨 u:尺骨 a:舟状骨 b:月状骨 c:三角骨 d:大菱形骨 e:小菱形骨 f:有頭骨 g:有鈎骨 p:豆状骨

系統発生（進化）と個体発生において、生物の持つある構造が共通の祖先から生じた場合、相同性があるまたは相同であるといい、そのような器官を相同器官という。例えば、コウモリの翼とヒトの腕が共通祖先の前肢から生じた相同な構造であり、発生においては女性の卵巣と男性の精巣が共通の細胞群に由来する相同な器官である。
共通祖先を持たない類似性は相似性と呼ばれ、相同性とは区別される。例えば、昆虫の翅とコウモリの翼は形態的・機能的には類似しているが進化的には異なる由来を持つため相同ではない（昆虫の羽は鰓起源と側背板起源の2つの仮説があり、コウモリの羽は前肢起源）。このような器官を相似器官という。これらの相似的な構造は異なる経路で進化した。異なる由来の器官が同じ機能を持つように進化することを収斂進化と呼ぶ。
このような相同性の概念は比較解剖学から産まれたものである。18世紀のこの分野の進歩は、様々な生物の構造を明らかにすることで、それらの間に共通するパターンがあることを見いだした。ゲーテは植物の構造を詳しく調べ、その多くは葉の変形であることを見いだし、普通の葉の形から花弁などの異なった形への変形を変態と呼んだ。

## 遺伝子の相同性
遺伝学では、相同性という言葉はタンパク質のアミノ酸配列や遺伝子の塩基配列が共通の祖先をもつときに用いられる。この相同性はオーソロジー（直系、または種分岐相同性）とパラロジー（側系、または遺伝子重複相同性）の二つに分けられる。　これら二つの関係の判定には、通常、分子系統樹の推定が用いられることが多い。
ある相同な遺伝子が種分岐によって生じた場合、それらはオーソロガス (orthologous) であるという。すなわち、遺伝子Aをもつ種が存在して、そこから2つの種に分岐した場合、生じた2つの種がもっている遺伝子A'とA"はオーソログである。また、ある生物種において遺伝子重複によって新たに生じた相同配列はパラロガス (paralogous) であるという。
- 種S (遺伝子A) → 種分化 → 種S' (遺伝子A') / 種S" (遺伝子A")
  - 遺伝子A'と遺伝子A"はオーソロガスな関係（オーソログ）である
- 種S (遺伝子A) → 遺伝子重複 → 種S (遺伝子A1 + 遺伝子A2)
  - 遺伝子A1と遺伝子A2はパラロガスな関係（パラログ）である

バイオインフォマティクス（生命情報学）などでは、タンパク質やDNAでの相同性は、配列類似性に基づいて判断される。例えば、2つの遺伝子がほとんど同一のDNA配列をもっている場合、それらはおそらく相同であろう。しかし、その配列類似性は、共通の祖先をもつことが原因ではないかもしれない。すなわち、短い配列が偶然に類似している、ということかもしれないし、例えば転写因子のように、特定のタンパク質と結合できるような配列が選択されたから、配列が類似している（つまり収斂進化）のかもしれない。そのような配列は、類似しているが、相同ではない。このように相同性はあるかないかのどちらかであって、「相同性が高い」「ホモロジーが低い」といった表現は誤りである。これはたいていの場合「配列類似性が高い」「シミラリティーが低い」と言い換えることで適切な表現になる。DNAやタンパク質の配列の類似性を高速に調べるためのツールとして、BLAST、FASTAなどがある。

## 染色体の相同性
2倍体細胞における染色体の相同対とは、両親から受け継いだ染色体のセットにおいてそれぞれ対応する染色体の対を指し、これらは相同染色体と呼ばれる。性染色体を除くと、それぞれの相同染色体は、全長に渡って配列類似性を共有しており、同じ遺伝子配列が含まれる典型的な例である。性染色体には、配列類似性のある、より短い領域がある。配列類似性と生物学の知識に基づくと、染色体の遺伝子がパラロガスであると推定される。